# NGC 7571
NGC 7571 (другие обозначения — NGC 7597, PGC 71006, MCG 3-59-32, ZWG 454.32) — линзообразная галактика (S0) в созвездии Пегас.
Этот объект занесён в новый общий каталог несколько раз, с обозначениями NGC 7571, NGC 7597.
Этот объект входит в число перечисленных в оригинальной редакции «Нового общего каталога».